# Turnin' Me On
Turnin' Me On è una canzone della cantautrice americana Keri Hilson in collaborazione con Lil Wayne. È il terzo singolo estratto dall'album d'esordio di Keri, intitolato In a Perfect World.... È stata pubblicata negli Stati Uniti il 9 dicembre 2008. Il video è andato in onda per la prima volta il 20 novembre 2008.
La versione per il download digitale è stata pubblicata negli Stati Uniti il 7 ottobre 2008.

## Remix
- "Turnin Me On (Official Remix)" (Keri Hilson featuring T-Pain & Lil Wayne)
- "Turnin Me On (Remix)" (Keri Hilson featuring Busta Rhymes)
- "Turnin Me On (So So Def Remix)" (Keri Hilson featuring Jermaine Dupri & Lil Wayne)
- "Turnin Me On (Remix)" (Keri Hilson featuring T.I.)
- "Turnin Me On (Remix)" (Keri Hilson featuring Twista, T-Pain & Lil Wayne)
- "Turnin Me On (Mega Remix)" (Keri Hilson featuring T.I., Jermaine Dupri, Busta Rhymes & Lil Wayne)
- "Turnin Me On (Remix)" (Keri Hilson featuring Rosco & Lil Wayne)
- "Turnin Me On (Remix)" (Keri Hilson featuring Shonie & Lil Wayne)

## Lista tracce
Promo CD USA
1. Turnin' Me On (Clean Radio Edit) – 4:17
2. Turnin' Me On (Main - Explicit) – 4:17
3. Turnin' Me On (Instrumental) – 4:17

## Classifiche
| Chart (2009)                         | Peak position |
| ------------------------------------ | ------------- |
| U.S. Billboard Hot 100               | 15            |
| U.S. Billboard Hot R&B/Hip-Hop Songs | 2             |
| U.S. Billboard Pop 100               | 28            |
| U.S. Billboard Hot Digital Songs     | 19            |
| Billboard Canadian Hot 100           | 80            |
| Polish R&B Chart                     | 13            |
| New Zealand Singles Chart            | 29            |